# Fletcherimyia folkertsi
Fletcherimyia folkertsi är en tvåvingeart som beskrevs av Dahlem och Robert Francis Cox Naczi 2006. Fletcherimyia folkertsi ingår i släktet Fletcherimyia och familjen köttflugor. Inga underarter finns listade i Catalogue of Life.